# Gare de Bègles
Gare de Bègles vasútállomás Franciaországban, Bègles településen.

## Vasútvonalak
Az állomást az alábbi vasútvonalak érintik:
- Bordeaux–Sète-vasútvonal

## Kapcsolódó állomások
A vasútállomáshoz az alábbi állomások vannak a legközelebb:
- Gare de Bordeaux-Saint-Jean (Gare de Bordeaux-Saint-Jean, Bordeaux–Sète-vasútvonal)
- Gare de Villenave-d'Ornon (Gare de Sète, Bordeaux–Sète-vasútvonal)